# Яр «Рудий яр»
Яр «Рудий Яр» (рум. Râpa „Rudîi Iar”) — пам'ятка природи геологічного або палеонтологічного типу в Окницькому районі Молдови. Знаходиться в селі Наславча, неподалік від яру "Карпів Яр", лісовий обхід Окниця, Наславча, ділянка 3, підділянки 1, 2, 4, 18-21. Має площу 22,5 га відповідно до Закону про заповідні території або 19 га згідно з останніми вимірюваннями. Об’єкт перебуває у віданні Державного лісогосподарського підприємства Єдинец.

## Опис
Яр розташований в долині річки Кисареу, бл. 1300 м від її гирла і близько 1400 м від церкви в Наславчі. Знаходиться в околицях яру «Карпів Яр», що бл. 670 м вище за течією. На плато, розташованому між двома пам'ятками природи, знайдено декілька знарядь праці та предметів, що належали людям кам'яної доби.
На території пам’ятки відслонення волинських (нижньосарматських) вапняків, накладених на шари компактних кременів, вік яких не встановлений, оцінюється як крейдяний або неогеновий. Відслонення також містить мергельні вапняки сеноманського віку (верхня крейда) і комплекс вендських порід (формація Каліус і "Gresiile de Otaci"), окреслені геологом Теодором Вескеуцану.

## Охоронний статус
Постановою Ради Міністрів Молдавської РСР від 13.03.1962 р. № 111 об'єкт взято під охорону держави. Охоронний статус знову підтверджено Постановою Ради Міністрів Молдавської РСР від 8 січня 1975 р. № 5 та Законом № 1538 від 25 лютого 1998 року про фонд природних територій, що охороняються державою. Землевласником пам'ятки природи є Єдинецьке державне підприємство лісового господарства (в минулому Єдинецьке державне лісове господарство).
Яр представляє науковий інтерес міжнародного значення з точки зору геологічного картографування та стратиграфічного вивчення осадових утворень Східноєвропейської платформи.
За ситуацією 2016 року необхідно організувати більш детальні дослідження та включити територію в туристичні маршрути, щоб максимально використати науковий та туристичний потенціал. Також, враховуючи близькість до яру «Карпів яр» зі схожими геологічними властивостями, показана їхня спільна експлуатація.

## Галерея зображень

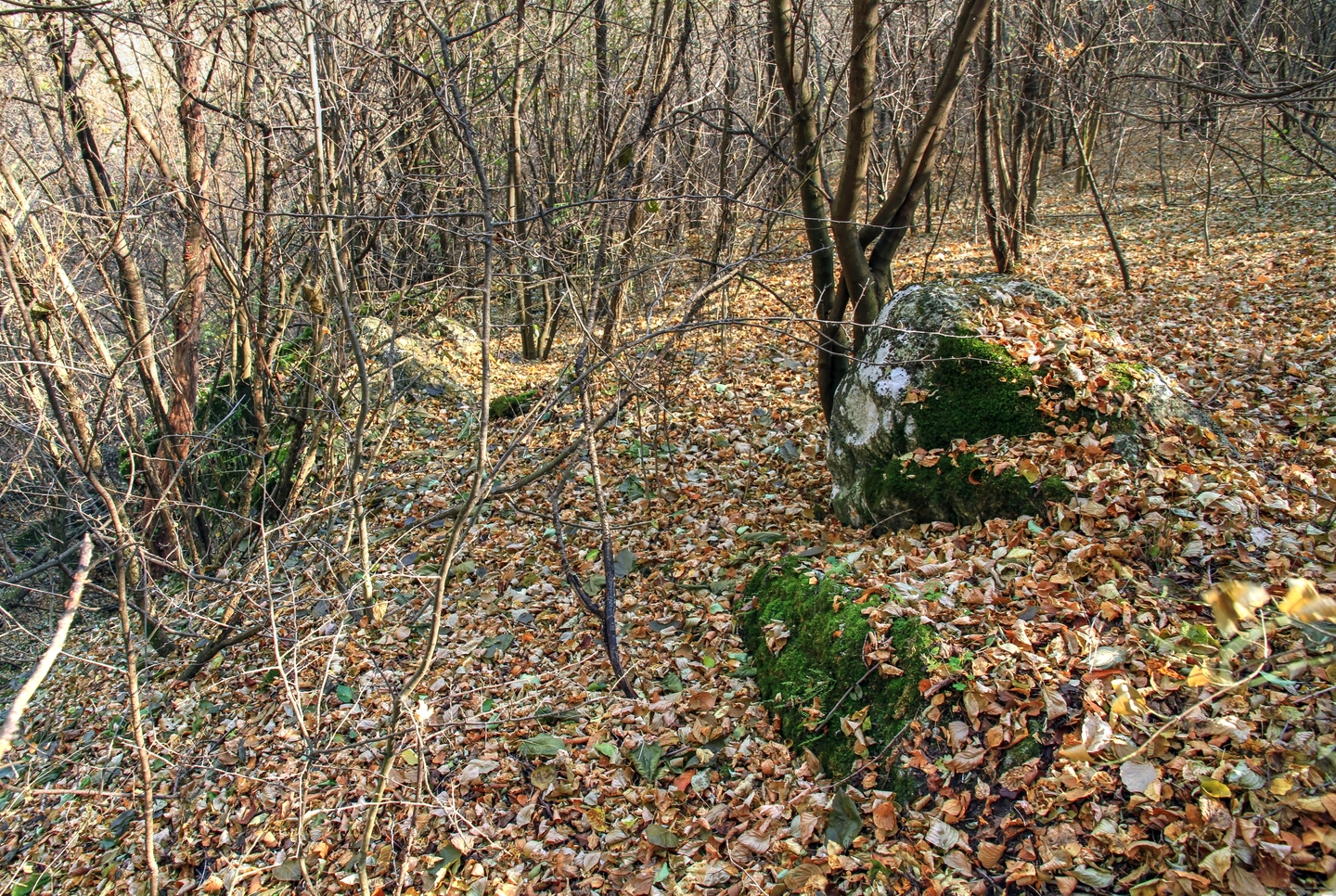
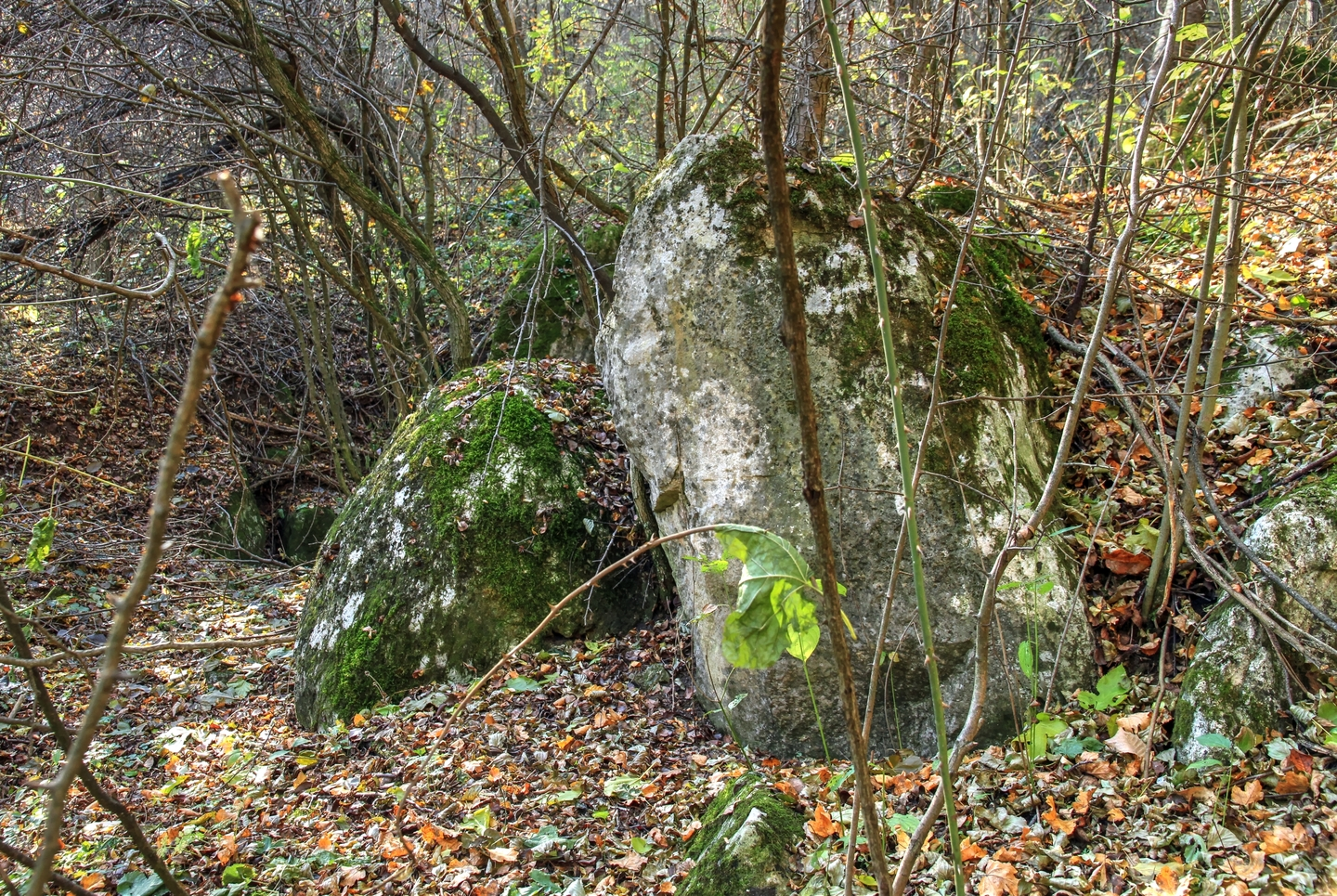
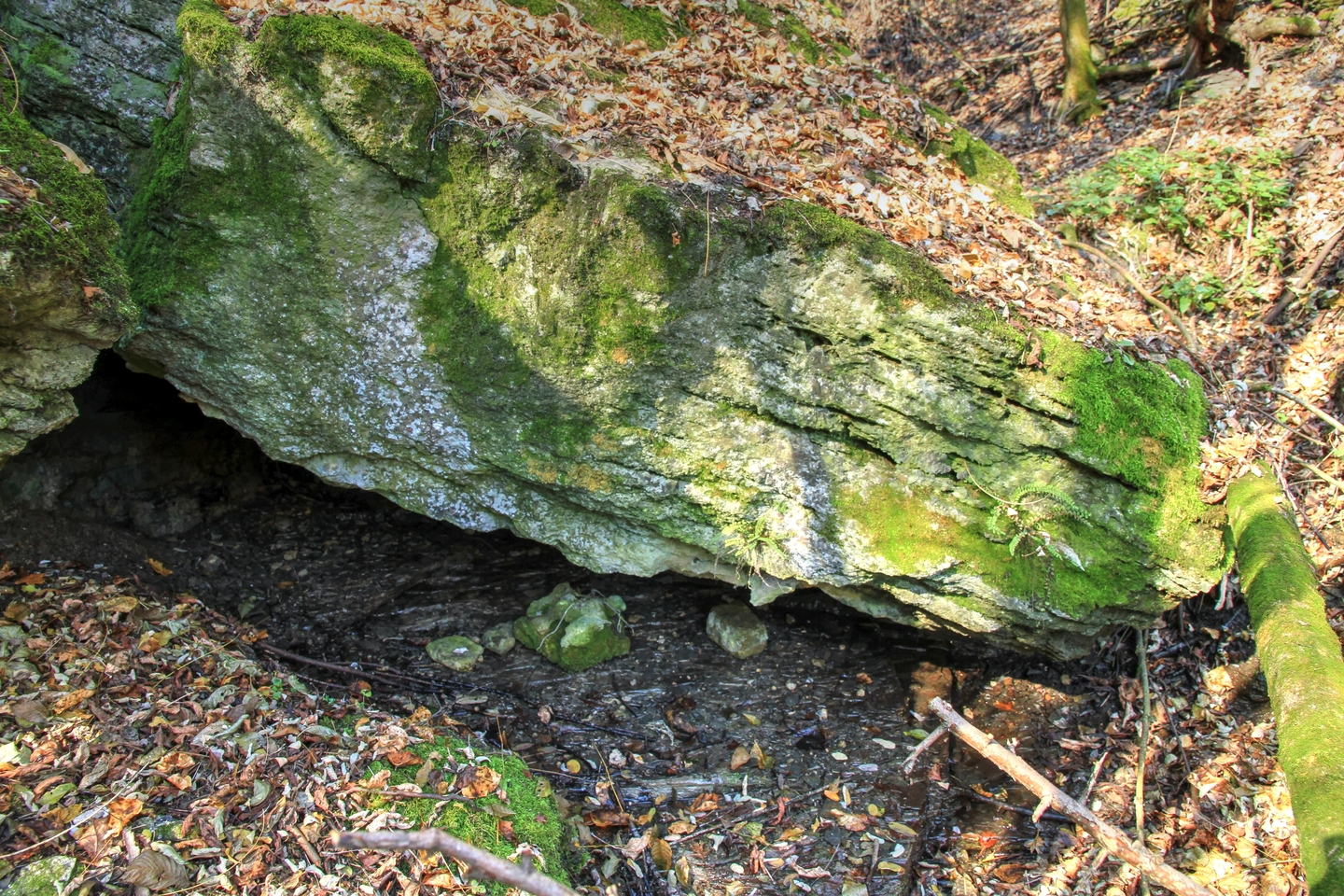
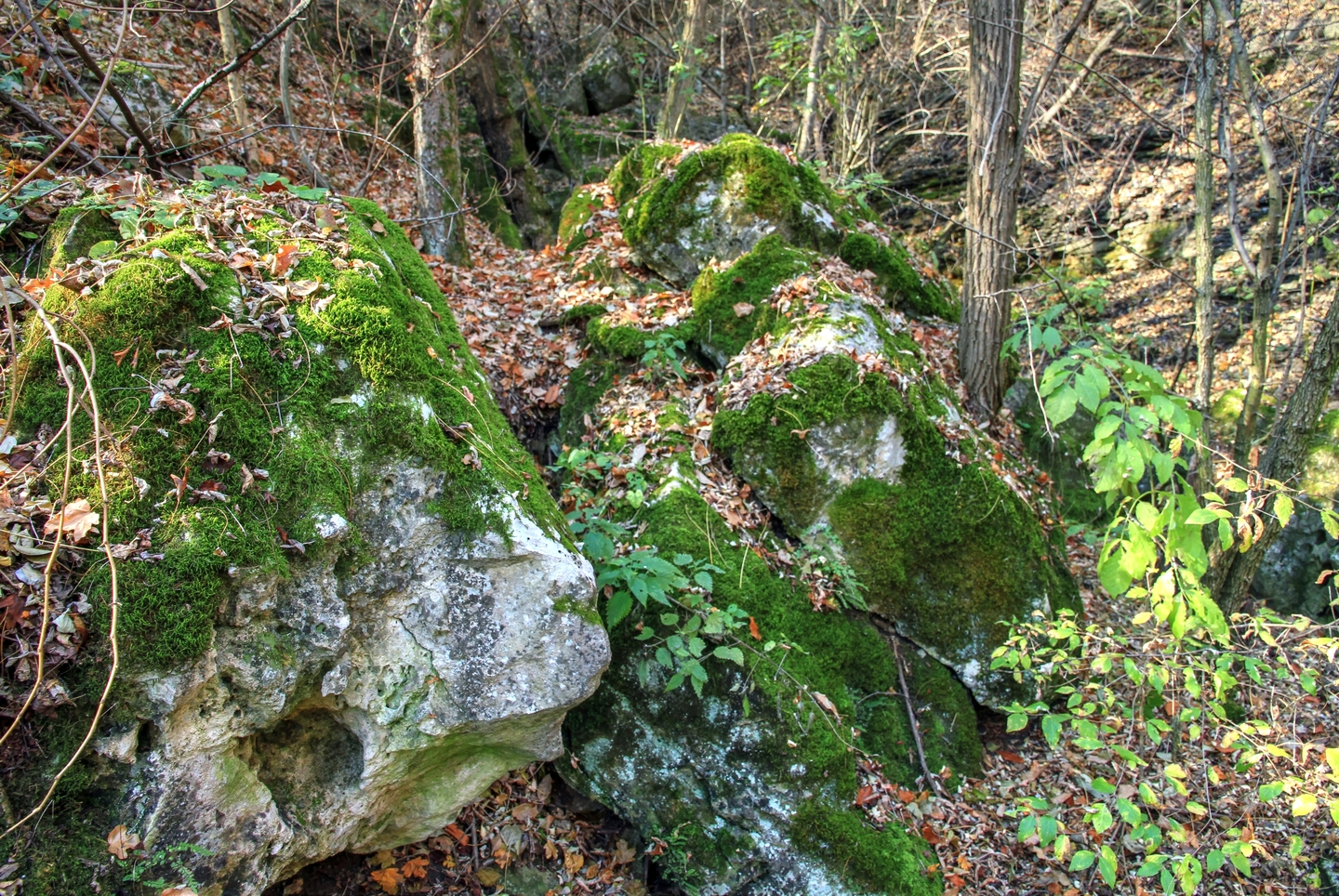
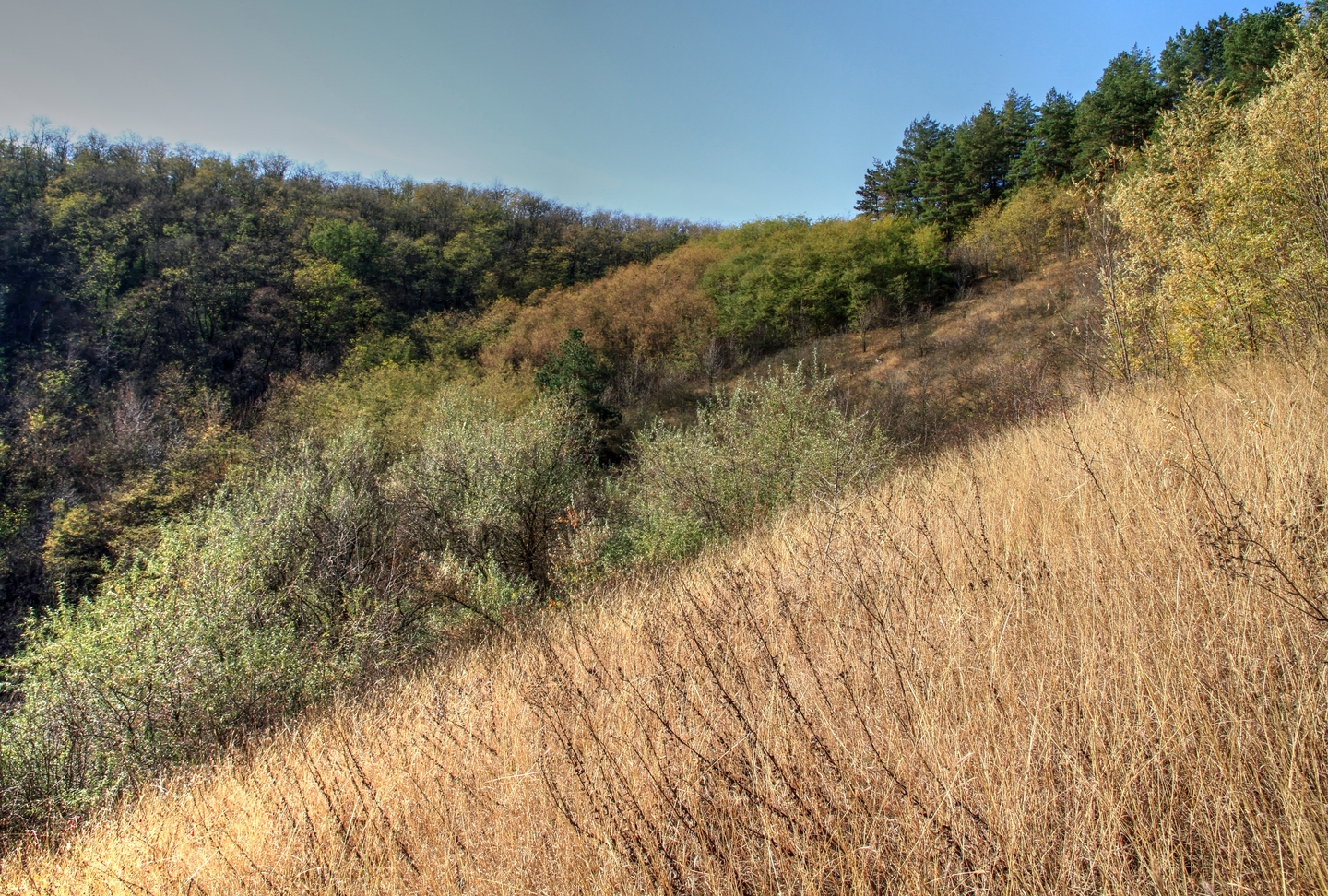